# Serhij Frołow
Serhij Anatolijowycz Frołow ukr. Сергій Анатолійович Фролов, ros. Сергей Анатольевич Фролов (ur. 14 kwietnia 1992) – ukraiński pływak, wicemistrz Europy na basenie 25 m.
Specjalizuje się w pływaniu stylem dowolnym. Największym jego sukcesem jest srebrny medal w mistrzostwach Europy na krótkim basenie w Eindhoven w 2010 roku w wyścigu na 1500 m.
Uczestnik igrzysk olimpijskich w Londynie (2012) na 400 (17. miejsce) i 1500 m stylem dowolnym (10. miejsce).